# Pataz (tỉnh)
Tỉnh Pataz (tiếng Tây Ban Nha: Provincia de Pataz) là một tỉnh thuộc vùng La Libertad của Peru. Tỉnh Pataz có diện tích 4227 km², dân số thời điểm theo điều tra dân số ngày 11 tháng 7 năm 1993 là 63426 người. Tỉnh lỵ đóng ở Tayabamba.